# فيكتور (لعبة فيديو)
فيكتور (بالإنجليزية: Vector)‏ هي لعبة فيديو صدرت عام 2013 من إنشاء وتطوير شركة نيكي (بالإنجليزية: Nekki Inc.)‏.

## القصة
تتحدث اللعبة عن شخص يدعى فيكتور كان يعمل لدى منظمة سرية للتجسس علي الأشخاص وهم مجبرون على العمل بواسطة آلة تسيطر على عقولهم ويستطيع فيكتور بسبب ضغوط العمل أن يتخلص من الاله ويعود إلى ما كان عليه ويقفز من النافذة هارباً ويتعرض للمطاردة وفي النهاية يتم القبض علية بواسطة الحراس يجب عليك أن تتخطى كل عقبة تأتي أمامك كي لا يمسك بك الحارس.